# Diva (cântec de Beyoncé)
„Diva” este un cântec al interpretei americane Beyoncé. Acesta a fost scris și produs de Beyoncé Knowles în colaborare cu Bangladesh⁠(d) și Sean Garrett. Piesa este inclusă pe cel de-al treilea album de studio al artistei, I Am... Sasha Fierce, fiind lansat ca cel de-al treilea extras pe single al materialului în Statele Unite ale Americii pe data de 20 ianuarie 2009.
Înregistrarea a beneficiat de un videoclip și de o campanie de promovare adiacentă, devenind în scurt timp un succes în clasamentele de muzică rhythm and blues din țara natală a solistei. În videoclipul realizat pentru această compoziție artista abordează un stil similar celui prezentat în „Single Ladies”, ea fiind surprinsă alături de două dansatoare. Materialul promoțional pentru acest cântec a fost lansat concomitent cu cel al piesei „Halo” în decembrie 2009.
Cântecul a fost întâmpinat cu recenzii preponderent favorabile, însă mulți critici au adus în discuție o serie de similarități între „Diva” și discul single „A Milli” a solistului de muzică rap Lil Wayne. În urma promovării de care s-a bucurat, piesa a primit un disc de aur în Statele Unite ale Americii pentru vânzări de peste 500.000 de unități.

## Compunere, lansare și promovare
„Diva” a fost produs de Knowles în colaborare cu Bangladesh și Sean Garrett pentru a fi inclus pe materialul I Am... Sasha Fierce. Între această compoziție și înregistrarea „A Milli” a interpretului de muzică rap Lil Wayne există o serie de asemănări, lucru datorat faptului că ambele cântece au fost realizate de Bangladesh. Referitor la acest aspect, artista a declarat faptul că similitudinile dintre cele două piese sunt pur întâmplătoare.
Inițial, se anunțase faptul că după lansarea cântecelor „If I Were a Boy” și „Single Ladies (Put a Ring on It)” vor fi promovate înregistrările „Halo” și „Ego”, însă s-a renunțat la ultimul în favoarea lui „Diva”. Cântecul a fost inclus în lista pieselor interpretate de Knowles în cadrul turneului I Am....

## Structura muzicală
„Diva” este un cântec cu influențe de muzică electronică și R, scris într-o tonalitate minoră. Ritmul melodiei conține doar câteva sincope, fiind brăzdat de o serie de armonii vocale. În piesă nu există secțiuni instrumentale lungi și se face uz de un singur acord pe spații mari. Suportul vocal principal, asigurat de mezzosoprana
Beyoncé, este dublat prin supraînregistrare, interpretarea sa fiind una dinamică. Conform lui Knowles, „cântecul este asemănător unui clasic Destiny's Child, cu acel ritm și cu porțiunile rap, reprezintă stilul pe care l-am abordat timp de câțiva ani”.

## Recenzii
Percepția asupra compoziției a fost în general favorabilă. Criticul muzical Leah Greenblatt, de la publicația americană Entertainment Weekly, oferă cântecului o recenzie pozitivă, declarând: „cu sunetul metalic al tobelor și cu suportul vocal viclean, [«Diva»] poate fi considerat versiunea feminină a șlagărului de vară a lui Lil Wayne, «A Milli»”. Daniel Brockman, recenzor la The Phonix consideră că „«Diva» [...] este deosebit de interesantă, deoarece face referire la scenarii [...] care sunt în dezacord cu imaginea curată pe care o deține Beyoncé”. De asemenea, în opinia lui Andy Kellman, recenzor al bazei de date muzicale allmusic, „«Diva» [...] este singurul cântec de pe album ce poate fi pus alături de piese precum «Freakum Dress» sau «Ring the Alarm» de pe B’Day”. The Observer etichetează compoziția ca fiind „un imn al femeilor independente”, alături de „Single Ladies (Put a Ring on It)”. Revista NOW declară „Diva” ca fiind cea mai interesantă compoziție de pe album.
James Reed de la The Boston Globe este de părere că „«Diva», echivalentul feminin al cântecului «A Milli» al lui Lil Wayne, [...], conține cel mai amuzant refren al anului «Acum, Diva e versiunea feminină a unui escroc» (a aflat cumva Barbara Streisand despre asta?), este molipsitor instantaneu, dar apoi, când auzi ceva nelalocul lui, tot farmecul începe să dispară”. Mai puțin impresionat de cântec s-a declarat Alexis Petridis de la ziarul britanic The Guardian este de părere că „șmecheriile conice de pe cel mai experimental cântec de pe album nu sunt suficient de interesante pentru a distrage atenția de la absența unei melodii. Aproape la fel de ciudat, dar mult mai bun, este și «Video Phone», care ne afișează o nouă față a lui Beyoncé Knowles, cea de pornograf amator”.

## Ordinea pieselor pe disc
| \| Nr. \| Titlul \| Durată \| \| --------------------------------------------------- \| ------------ \| ------ \| \| Descărcare digitală[20] \| \| \| \| 01. \| „Diva” [A] \| 3:20 \| \| EP de remixuri distribuit în format digital[21][22] \| \| \| \| 01. \| „Diva” [B] \| 6:53 \| \| 02. \| „Diva” [C] \| 7:09 \| \| 03. \| „Diva” [D] \| 5:08 \| \| 04. \| „Diva” [E] \| 6:45 \| \| 05. \| „Diva” [F] \| 7:27 \| \| 06. \| „Diva” [G] \| 6:34 \| \| 07. \| „Diva” [H] \| 7:33 \| \| 08. \| „Diva” [III] \| — \| \| 09. \| „Diva” [J] \| — \| \| 10. \| „Diva” [K] \| — \| | Specificații - A ^ Versiunea de pe albumul părinte I Am... Sasha Fierce. - B ^ Remix „Maurice Joshua Extended Mojo Remix”. - C ^ Remix „Mr. Mig Extended Club Remix”. - D ^ Remix „Karmatronic Club Remix”. - E ^ Remix „DJ Escape & Tony Coluccio Club”. - F ^ Remix „Gomi / RasJek Club Mix”. - G ^ Remix „Redtop Club Mix”. - H ^ Remix „Jeff Barringer Vs. Fingazz Extended Remix”. - III ^ Remix „Maurice Joshua Mojo Dub”. - J ^ Remix „DJ Escape & Tony Coluccio Dub”. - K ^ Remix „Gomi / RasJek Dub”. |        |
| Nr. | Titlul | Durată |
| Descărcare digitală | |        |
| 01. | „Diva” [A] | 3:20   |
| EP de remixuri distribuit în format digital | |        |
| 01. | „Diva” [B] | 6:53   |
| 02. | „Diva” [C] | 7:09   |
| 03. | „Diva” [D] | 5:08   |
| 04. | „Diva” [E] | 6:45   |
| 05. | „Diva” [F] | 7:27   |
| 06. | „Diva” [G] | 6:34   |
| 07. | „Diva” [H] | 7:33   |
| 08. | „Diva” [III] | —      |
| 09. | „Diva” [J] | —      |
| 10. | „Diva” [K] | —      |

## Videoclip

Beyoncé în trei ipostaze diferite din videoclipul cântecului „Diva”. În cadrele prezentate se observă o evoluție a personajului Sasha Fierce, acesta abordând un stil vestimentar diferit de cel din „Single Ladies”.

Videoclipul cântecului „Diva” a fost lansat pe data de 23 decembrie 2009 prin intermediul magazinului virtual iTunes, concomitent cu promovarea materialului pentru „Halo”. Scurtmetrajul a fost regizat de Melina Matsoukas, cu care artista lucrase anterior la videoclipurile compozițiilor „Green Light”, „Kitty Kat”, „Suga Mama” și „Upgrade U”. Toate cadrele au fost filmate în luna noiembrie a anului 2009 în Los Angeles, California, Statele Unite ale Americii. Conceptul videoclipului este similar cu cel abordat de solistă în „Single Ladies (Put a Ring on It)”, totul fiind centrat asupra lui Knowles și asupra celor două dansatoare. Continuând tendințele stabilite inițial în videoclipul amintit, solista este surprinsă purtând din nou o mănușă metalică în timp ce intră în pielea personajului Sasha Fierce. De asemenea, în videoclip interpreta poartă articole vestimentare realizate de designerul Gareth Pugh, precum și o serie de creații vintage marca Thierry Mugler. Din totalul scenelor filmate s-au realizat două versiuni ale videoclipului.
Prima variantă, cea comercială, ia startul odată cu afișarea explicației din dicționar a cuvântului „divă”, înainte de a începe videoclipul propriu-zis. Cele dintâi cadre o prezintă pe Knowles într-o parcare. La scurt timp, artista pășește într-un depozit aflat în vecinătatea locației anterioare, unde este acompaniată de două dansatoare, cu care ulterior realizează o serie de coregrafii. Alte scene notabile includ părțile în care artista folosește un evantai compus din bancnote de o sută de dolari americani și cele în care se află alături de un număr restrâns de manechine de culoare aurie. La final, Beyoncé aprinde o țigară și aruncă bricheta arzândă spre o mașină ce explodează la scurt timp după. Această scenă este acompaniată de o porțiune din cântecul „Video Phone”.
Cea de-a doua versiune, cea supranumită „Director's Cut” conține o serie de diferențe față de varianta originală. Definiția și pronunția cuvântului „divă” sunt schimbate și adaptate. Primul aspect este afișat prin sintagmele „a female version of a hustla” (ro: „versiunea feminină a unui escroc”), „a woman who is gettin' money” (ro: „o femeie care câștigă bani”) și  „a lady who does NOT allow any other passengers on her plane” (ro: „o doamnă care NU permite accesul altor pasageri în avionul său”), în timp ce pronunția corectă este înlocuită cu „bē-yän-sá”. Majoritatea cadrelor din versiunea comercială sunt schimbate cu scene ce o prezintă pe Knowles într-o serie de costumații haute couture, în timp ce alte cadre sunt filmate din unghiuri diferite. De asemenea, în această versiune nu se face uz de difuzarea cântecului „Video Phone” la finele videoclipului.

## Prezența în clasamente

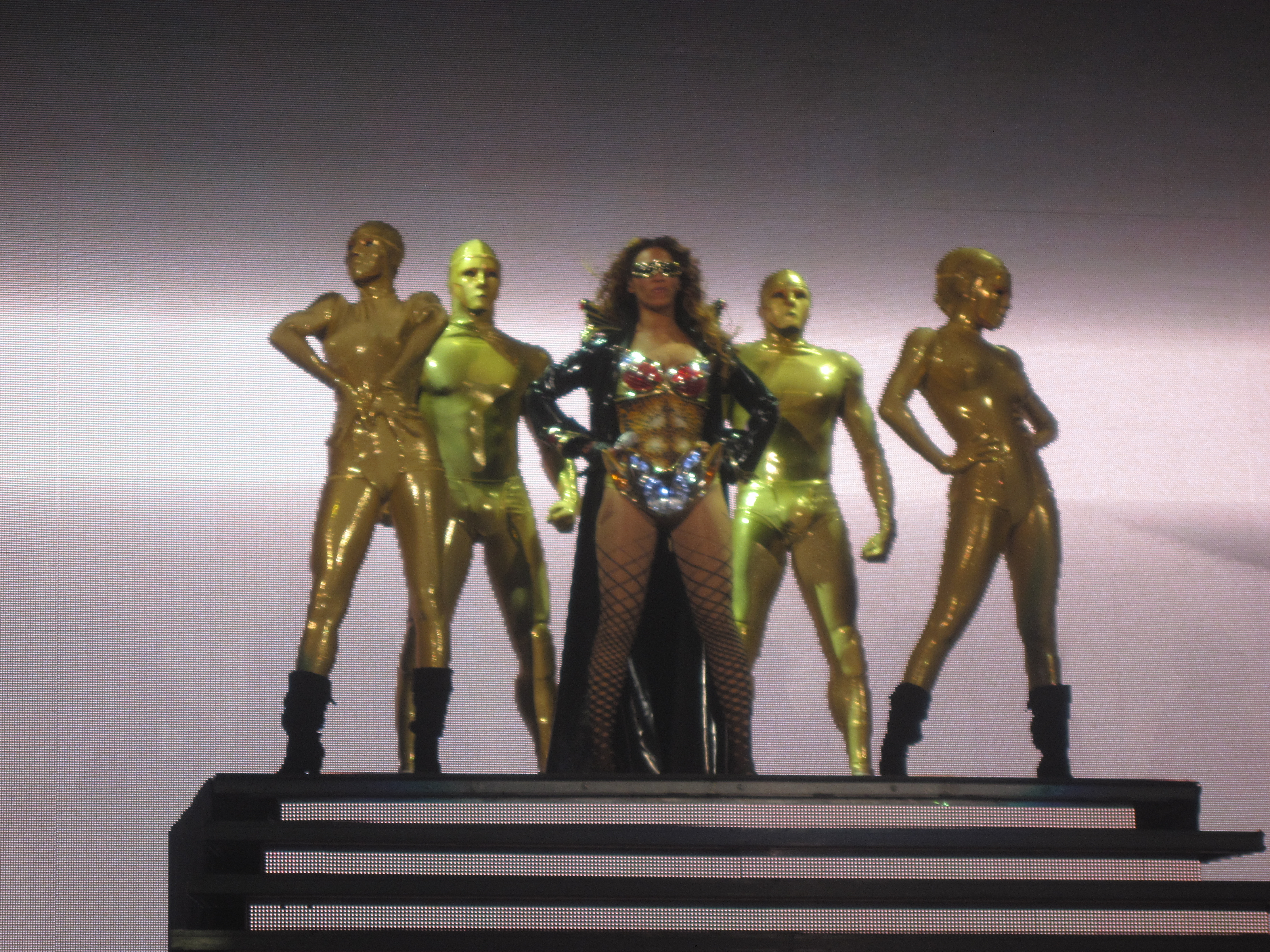
Knowles interpretând piesa „Diva” în cadrul turneului I Am... World.

Inițial, „Diva” a debutat pe locul 105 în ierarhia principală a cântecelor din Statele Unite ale Americii, la scurt timp după lansarea albumului I Am... Sasha Fierce. Ulterior, după confirmarea sa ca disc single, cântecul a urcat până pe treapta cu numărul 19 în Billboard Hot 100. De asemenea, înregistrarea a intrat într-o serie de clasamente adiționale, printre care Billboard Hot R&B/Hip-Hop Songs sau Billboard Hot Dance Club Play. În timp ce în prima listă „Diva” s-a poziționat pe locul 3, devenind cel de-al treilea hit de top 20 al lui Knowles de pe acest album, în ultima ierarhie cântecul s-a bucurat de succes major, obținând treapta cu numărul 1. Astfel, piesa devine cel de-al nouălea șlagăr al interpretei ce câștigă această distincție. „Diva” s-a comercializat în peste 500.000 de unități pe teritoriul Statelor Unite ale Americii, fiind răsplătit cu un disc de aur.
Deși nu a beneficiat de promovare decât la nivel regional, cântecul s-a dovedit a fi unul suficient de popular pentru a intra în clasamentele altor țări. Astfel, primele apariții notabile au fost înregistrate în Oceania, teritoriu în care a obținut poziționări de top 40 atât în Australia, cât și în Noua Zeelandă. La nivel european cântecul a înregistrat activări menționabile în țări precum Irlanda, Olanda sau Regatul Unit, în cea din urmă regiune fiind difuzat imediat după scăderea popularității câștigate de „Halo”. Pe lângă performanțele obținute în teritoriile amintite, „Diva” activase izolat în Brazilia sau Turcia, regiuni unde s-a bucurat de includeri în top 20. La nivel global, compoziția a ocupat locul 48.

## Clasamente
| Țară (clasament)                      | Poziția maximă | Referință |
| ------------------------------------- | -------------- | --------- |
| Australia (ARIA)                      | 40             | [ 31 ]    |
| Australia (ARIA — Urban Chart)        | 12             | [ 36 ]    |
| Brazilia (Brasil Hot 100)             | 20             | [ 33 ]    |
| Irlanda (IRMA)                        | 50             | [ 31 ]    |
| Noua Zeelandă (Radioscope — Difuzări) | 75             | [ 37 ]    |
| Noua Zeelandă (RIANZ)                 | 26             | [ 31 ]    |
| Olanda (Dutch Mega Chart)             | 73             | [ 32 ]    |
| Regatul Unit (OCC — UK Singles Chart) | 72             | [ 31 ]    |
| Regatul Unit (OCC — UK R&B Chart)     | 25             | [ 38 ]    |
| S.U.A. (Billboard Hot 100)            | 19             | [ 29 ]    |

| Țară (clasament)                    | Poziția maximă | Referință    |
| ----------------------------------- | -------------- | ------------ |
| S.U.A. (Billboard Hot Airplay)      | 15             | [ 29 ]       |
| S.U.A. (Billboard Hot R&B Songs)    | 3              | [ 4 ] [ 29 ] |
| S.U.A. (Billboard Hot R&B Airplay)  | 3              | [ 29 ]       |
| S.U.A. (Billboard Rhythmic Top 40)  | 11             | [ 29 ]       |
| S.U.A. (Billboard Dance Club Play)  | 1              | [ 29 ]       |
| S.U.A. (Billboard Digital Songs)    | 23             | [ 29 ]       |
| S.U.A. (Billboard Pop 100)          | 39             | [ 29 ]       |
| S.U.A. (Billboard Pop 100 Airplay)  | 51             | [ 29 ]       |
| Turcia (Billboard — Türkiye Top 20) | 16             | [ 34 ]       |
| United World Chart (Media Traffic)  | 48             | [ 35 ]       |

## Versiuni oficiale
| - Versiunea de pe albumul I Am... Sasha Fierce; - Remix „Maurice Joshua Extended Mojo Remix”; - Remix „Mr. Mig Extended Club Remix”; - Remix „Karmatronic Club Remix”; - Remix „DJ Escape & Tony Coluccio Club”; - Remix „Gomi / RasJek Club Mix”; - Remix „Redtop Club Mix”; | - Remix „Jeff Barringer Vs. Fingazz Extended Remix”; - Remix „Maurice Joshua Mojo Dub”; - Remix „DJ Escape & Tony Coluccio Dub”; - Remix „Gomi / RasJek Dub”; - Remix Beyoncé în colaborare cu Pleasure P, Ciara și Jim Jones; - Remix „Showoff” — Beyoncé în colaborare cu Ciara și Termanology; - Preluare de Ciara; |

## Personal
- Sursa:[2]
- Voce: Beyoncé Knowles;
- Textieri: Shondrae Crawford, Sean Garrett, Beyoncé Knowles;
- Producători: Shondrae „Mr. Bangledesh” Crawford, Sean „The Pen” Garrett, Beyoncé Knowles;
- Negativ înregistrat la studiourile „Silent Sound”  (Atlanta, Georgia), „Patchwerk” (Atlanta, Georgia) și „Bangladesh” (Atlanta, Georgia);
- Înregistrat de: Miles Walker, asistat de Kory Aaron și Michael Miller;
- Suport vocal înregistrat de: Jim Caruana la studiourile „Roc the Mic” (New York, New York);
- Compilat de: Mark „Spike” Stent, asistat de Matt Green la studiourile „The Record Plant” (Los Angeles, California).

## Datele lansărilor
| Țara                       | Data lansării     | Casă de discuri  | Format              | Referințe     |
| -------------------------- | ----------------- | ---------------- | ------------------- | ------------- |
| Regatul Unit               | 14 noiembrie 2008 | Columbia Records | descărcare digitală | [ 39 ]        |
| Statele Unite ale Americii | 18 noiembrie 2008 | Columbia Records | descărcare digitală | [ 20 ]        |
| Statele Unite ale Americii | 20 ianuarie 2009  | Columbia Records | difuzare radio      | [ 1 ]         |
| Statele Unite ale Americii | 2 martie 2009     | Columbia Records | maxi single         | [ 21 ] [ 22 ] |

Notă
- Descărcările digitale au devenit disponibile odată cu lansarea albumului.

## Certificări și vânzări
| \| Țara \| Vânzări/ puncte \| Certificare \| Referințe \| \| ------------- \| --------------- \| ----------- \| --------- \| \| Statele Unite \| +500.000 \| \| [9][40] \| | Note - reprezintă „disc de aur”; |             |              |
| Țara | Vânzări/ puncte                  | Certificare | Referințe    |
| Statele Unite | +500.000                         |             | [ 9 ] [ 40 ] |